# Zo mooi (Miss Montreal)
Zo mooi is een lied van de Nederlandse band Miss Montreal. Het werd in 2021 als single uitgebracht.

## Achtergrond
Zo mooi is geschreven door Sanne Hans en Gordon Groothedde en geproduceerd door Groothedde. Het is een lied uit het genre nederpop. Het lied werd uitgegeven nadat de band bekendmaakte dat het voor het eerst in muziekzaal Ahoy ging optreden en het snel uitverkocht. Dit concert was ten ere van het vijftienjarig jubileum van de band. De bijbehorende videoclip is opgenomen in een leeg Ahoy.

## Hitnoteringen
De band had weinig succes met het lied. De Single Top 100 werd niet bereikt en er was ook geen notering in de Top 40. Bij laatstgenoemde was er wel de eerste plaats in de Tipparade.